# Tuonela
Tuonela (рус. Туонела — загробный мир у финнов) — четвёртый студийный альбом финской рок/метал-группы Amorphis.
Это первый альбом группы, в котором на клавишных играет Сантери Каллио, который выступал в качестве сессионного участника и присоединился к группе в 1998 году. Альбом назван в честь Туонелы, царства мертвых в финской мифологии. Альбом также вдохновлен многими произведениями группы, написанными на тексты и темы финского эпоса "Калевала".
Этот альбом был последним релизом с оригинальным и давним басистом Олли-Пеккой Лайне, до его возвращения на Queen of Time 2018 года. Лайне ушел через год после этого релиза в 2000 году из-за музыкальных разногласий и чтобы сосредоточиться на своей семье.
Альбому соответствует порядковый номер №1 среди релизов в базе данных Encyclopaedia Metallum.

## Список композиций
Все тексты написаны (кроме песни № 10) Паси Коскинен, вся музыка написана Amorphis.
| №   | Название                                             | Длительность |
| --- | ---------------------------------------------------- | ------------ |
| 1.  | «The Way»                                            | 4:35         |
| 2.  | «Morning Star»                                       | 3:52         |
| 3.  | «Nightfall»                                          | 3:53         |
| 4.  | «Tuonela»                                            | 4:32         |
| 5.  | «Greed»                                              | 4:18         |
| 6.  | «Divinity»                                           | 4:56         |
| 7.  | «Shining»                                            | 4:25         |
| 8.  | «Withered»                                           | 5:44         |
| 9.  | «Rusty Moon»                                         | 4:55         |
| 10. | «Summer's End»                                       | 5:38         |
| 11. | «Northern Lights» (бонус-трек для японского издания) | 3:17         |

## Над альбомом работали
| Участники группы - Паси Коскинен — вокал - Эса Холопайнен — гитара (лид, акустические) - Томи Койвусаари — гитара (ритм), ситар - Олли-Пекка Лайне — бас - Пекка Касари — барабаны Приглашённые музыканты - Сантери Каллио — клавишные - Сакари Кукко — саксофон (трек 3, 4), флейта (трек 9) | Прочие - Лахсо — оформление обложки - Тони Хяркёнен — фотография группы - Енни Микконен — фотография - Антти Литманен — слова (трек 10) - Микко Кармила — звуковая обработка - Симон Эфемей — продюсер, мастеринг - Ике Виль — перевод лирики - Мэттью Якобсон — исполнительный продюсер - Расс Расселл — звуковая обработка |

## Позиции в чартах
| Чарт                                | Позиция |
| ----------------------------------- | ------- |
| Финляндия (Suomen virallinen lista) | 8       |
| Германия (Offizielle Top 100)       | 46      |